# Punta de l'Àliga (el Pinell de Brai)
La Punta de l'Àliga és una muntanya de 473 metres que es troba al municipi del Pinell de Brai, a la comarca de la Terra Alta.